# The Searchers
The Searchers er et engelsk rock/pop-band, der slog igennem som en del af 60'ernes merseybeat sammen med The Beatles, The Swinging Blue Jeans, og Gerry and the Pacemakers.
Orkestrets hits omfatter blandt andet "Sweets for My Sweet,"Sugar and Spice", "Needles and Pins", "Don't Throw Your Love Away", og en udgave af The Clovers' "Love Potion No. 9". De var den anden gruppe fra Liverpool (efter the Beatles), der fik et hit i USA, da "Needles and Pins" kom på hitlisterne i den første uge af marts 1964.

## Bandets opståen og gennembrud
Grundlagt som en skiffle-gruppe i Liverpool i 1959 af John McNally (født 30. august 1941, i Walton, Liverpool) og Mike Pender (født Michael John Prendergast, 3. marts 1942, in Kirkdale, Liverpool. Gruppen tog sit navn fra den klassiske 1956 John Wayne western The Searchers. Prendergast påstår, at navnet var hans ide, mens McNally giver æren til 'Big Ron' Woodbridge (født Ronald Woodbridge, 1938, in Liverpool), deres første forsanger. 
Bandet blev dannet på resterne af en tidligere skiffle-gruppe stiftet af McNally, med hans venner Brian Dolan (guitar) og Tony West (bass). Da de to andre mistede interessen, fik McNally følgeskab af sin guitarspillende nabo Mike Prendergast. De fandt snart efter Tony Jackson (født Anthony Paul Jackson, 16. juli 1938, i The Dingle, Liverpool, død 18. august 2003) og hans hjemmelavede bas og forstærker. De kaldte sig Tony and the Searchers, og havde Joe Kelly med på trommer. Kelly forsvandt hurtigt, og han blev erstattet af Norman McGarry (født 1. marts 1942, i Liverpool). Denne besætning: McNally, Pender (som han nu kaldte sig), Jackson og McGarry bliver typisk omtalt som den oprindelig kvartet. 
McGarry holdt nu ikke ved længe, og i 1960 blev hans plads overtaget af Chris Crummey, som senere skiftede efternavn til Curtis. De optrådte med Big Ron som forsanger, indtil han blev hyret til at optræde i Meccas ballrooms. Ny forsanger blev Billy Beck, som ændrede navn til Johnny Sandon. Bandet spillede i den periode fast på Liverpools Iron Door Club som Johnny Sandon and the Searchers.
Sandon forlod orkestret i slutningen af 1961, og kom med i The Remo Four i Februar 1962. Gruppen var fra da af en kvartet, og delte vokalarbejdet mellem sig. Navnet blev reduceret til The Searchers. De fortsatte med at spille på Iron Door, The Cavern og andre klubber i Liverpool. Helt i tidens ånd kunne de nå op til tre optrædener på forskellige spillesteder på en aften. De fik forhandlet en kontrakt med Star-Club i Hamborgs St. Pauli-distrikt. Den løb over 128 dage, med tre en-times shows pr. aften, gældende fra Juli 1962.
Tilbage i England blev de husorkester på Iron Door Club, og det var her de inspillede de bånd, der blev deres billet til en pladekontrakt med Pye Records, hvor Tony Hatch var producer. Der blev senere lavet en aftale om, at det amerikanske Kapp Records kunne distribuere deres plader i USA. 
Hatch spillede klaver på nogle af deres indspilninger, og han skrev "Sugar and Spice", som gav gruppen dens anden hitlistetopper. Hatch skrev sangen under pseudonymet Fred Nightingale, og ingen i bandet vidste den gang, at han var komponisten. 
Efter det massive hit "Needles and Pins", gik bassisten Tony Jackson solo, og han blev erstattet af en ven fra Hamborg-tiden, Frank Allen, der før spillede med Cliff Bennett and the Rebel Rousers. 
Chris Curtis havde i følge Frank Allens bog om gruppen en del misbrugsproblemer. Man behøver blot at se gruppens optræden ved New Musical Expres' årlige koncert i 1964, hvor han var showmand og centrum i gruppen, og så sammenligne med den tilsvarende koncert året efter, hvor han nærmest sad som forstenet. I 1966 blev han bedt om at forlade gruppen, og han blev erstattet med John Blunt, der derpå blev udskiftet med Billy Adamson in 1970. I 1967, dannede Chris Curtis et nyt band, Roundabout, med tangentspilleren Jon Lord og guitaristen Ritchie Blackmore. Skønt Curtis kun var med kort tid, dannede Roundabout udgangspunkt for gruppen Deep Purple det følgende år. 
I takt med at musiksmagen skiftede, blev det sværere for The Searchers at følge med, og deres hits blev færre. De fortsatte med at indspille for Liberty Records og RCA Records, men deres turneer foregik nu i det britiske "Chicken in a Basket" system. En (lidet venlig) betegnelse for turneer befolket af et antal bands og solister så langt nede i den musikalske fødekæde, at de ikke kan bære en turne i eget navn. Deres sidste lille hit var i USA i 1971 med "Desdemona". 
Gruppen fortsatte med at turnere i 1970'erne og opnåede i 1979 en ny pladekontrakt med Sire Records. Der blev udgivet to plader: The Searchers og Play for Today (med titlen Love's Melodies uden for Storbritannien). Begge plader fik gode anmeldelser, men nåede aldrig på hitlisterne. De var imidlertid med til at holde bandets karriere i gang. 
I følge McNally, var gruppen parat til at gå i studiet for at indspille sit tredje album for Sire, da de fik en meddelelse om, at deres kontrakt var opsagt.

## Karriere siden 1980
I 1981 skiftede bandet til PRT Records, det gamle Pye (deres oprindelige pladeselskab), og begyndte straks på et album. Der blev kun udgivet en enkelt single: "I Don't Want To Be The One" Arkiveret 1. september 2003 hos  Wayback Machine, med bagsiden "Hollywood". Resten af indspilningerne kom med på den plade, der i i 2004 markerede deres 40 års jubilæum: 40th Anniversary. 
Kort efter PRT-udgivelsen forlod Mike Pender gruppen under stor tumult, og han turnerer nu med Mike Pender's Searchers. McNally og Allan rekrutterede i stedet i 1986 sangeren og guitaristen Spencer James. 
I 1988 skrev The Searchers kontrakt med Coconut Records, og det resulterede i albummet Hungry Hearts. På det var der genindspilninger af "Needles and Pins" og "Sweets For My Sweets" samt koncertfavoritten "Somebody Told Me You Were Crying". Heller ikke dette album gjorde meget væsen af sig salgsmæssigt, men det gav da gruppen noget omtale. 
Bandet turnerer fortsat. I 28 år (fra 1970 til 1998) var det med Billy Adamson på trommer, derefter fulgte 12 år med Eddie Rothe (1998-2010), og siden februar 2010 har trommerne været passet af Scott Ottaway. Det anses for et af de mest populære 1960'er bands i Storbritannien. The Searchers spiller både med traditionel elektrificeret opsætning, og med et akustisk sæt. Det giver en del forvirring, at det gamle Searchers-medlem Mike Pender også turnerer. Hans Mike Pender's Searchers spiller gamle Searchers' hits samt egne nye sange.

## Hitsingler
| 1963 | "Sweets for My Sweet" | #1  | -   |
| 1963 | "Sweet Nothins" | #48 | -   |
| 1963 | "Sugar and Spice" | #2  | #44 |
| 1964 | "Needles and Pins" | #1  | #13 |
| 1964 | "Ain't That Just Like Me" | -   | #61 |
| 1964 | "Don't Throw Your Love Away" | #1  | #16 |
| 1964 | "Some Day We're Gonna Love Again" | #11 | #34 |
| 1964 | "When You Walk in the Room" | #3  | #35 |
| 1964 | "Love Potion No. 9" ( Blev kun udgivet som single i USA, hentet fra deres samtidige LP af bandets amerikanske selskab, Kapp Records ) | -   | #3  |
| 1964 | "What Have They Done to the Rain" | #13 | #29 |
| 1965 | "Bumble Bee" | -   | #21 |
| 1965 | "Goodbye My Love" | #4  | #52 |
| 1965 | "He's Got No Love" | #12 | #79 |
| 1965 | "When I Get Home" | #35 | -   |
| 1965 | "Take Me For What I'm Worth" | #20 | #76 |
| 1966 | "Take It Or Leave It" | #31 | -   |
| 1966 | "Have You Ever Loved Somebody" | #48 | #94 |
| 1971 | "Desdemona" | -   | #94 |

## The Searchers kronologi
1957-1959
- John McNally: Guitar, sang
- Ron Woodbridge: Sang
- Brian Dolan: Guitar
- Joe West: Bas
- Joe Kennedy: Trommer

1960-Feb 1962
- John McNally: Rytmeguitar, sang
- Mike Pender: Guitar, sang
- Chris Curtis: Trommer, sang
- Tony Jackson: Bas, sang
- Johnny Sandon: Forsanger

Feb 1962-Juli 1964
- John McNally: Rytmeguitar, sang
- Mike Pender: Guitar, sang
- Chris Curtis: Trommer, forsang
- Tony Jackson: Bas, forsang

Juli 1964-April 1966
- John McNally: Rytmeguitar, sang
- Mike Pender: Guitar, sang
- Chris Curtis: Trommer, forsang
- Frank Allen: Bas, forsang

Maj 1966-December 1969
- John McNally: Rytmeguitar, sang
- Mike Pender: Guitar, sang
- Frank Allen: Bas, forsang
- John Blunt: Trommer

Januar 1970-December 1985
- John McNally: Rytmeguitar, sang
- Mike Pender: Guitar, sang
- Frank Allen: Bas, forsang
- Billy Adamson: Trommer

Januar 1986-November 1998
- John McNally: Rytmeguitar, sang
- Frank Allen: Bas, forsang
- Billy Adamson: Trommer
- Spencer James: Guitar, forsang

November 1998-Februar 2010
- John McNally: Rytmeguitar, sang
- Frank Allen: Bas, forsang
- Spencer James: Guitar, forsang
- Eddie Roth: Trommer

Siden februar 2010
- John McNally: Rytmeguitar, sang
- Frank Allen: Bas, sang
- Spencer James: Guitar, forsang
- Scott Ottaway: Trommer, sang